# St vz. 39
El ST vz. 39, también conocido por su designación de fábrica V-8-H, era un tanque medio checoslovaco desarrollado por ČKD a finales de los años 1930. Sólo se construyeron dos prototipos.

## Diseño y desarrollo
En el otoño de 1937 se lanzó un concurso para conseguir un nuevo tanque medio para equipar al ejército checoslovaco ; Compitieron Škoda , ČKD y Tatra . El diseño más prometedor fue el prototipo ČKD, denominado V-8-H (más tarde ST vz. 39). En el primer prototipo se identificaron 143 defectos de diseño, de los cuales 16 se consideraron significativos. Los problemas más graves se centraron en el diseño del motor, cuya reelaboración satisfizo las preocupaciones del ejército.
Debido al empeoramiento de la situación internacional, el ejército decidió encargar 300 tanques y, más tarde, otros 150 más, pero el pedido fue cancelado después de que el Acuerdos de Múnich de 1938 entregara la zona de los Sudetes de Checoslovaquia a Alemania. Después de la ocupación del resto de Checoslovaquia el 15 de marzo de 1939, representantes de la oficina de armamento alemana seleccionaron el V-8-H para que lo probara el ejército en Eisenach . Como resultado de quince días de pruebas, en noviembre de 1939 se emitió un pedido para la producción de otro prototipo. Este debía entregarse sin torreta ni armamento, con un bloque de hormigón para simular la carga. Se trataba de un prototipo V-8-HII (segunda opción), o V-8-Hz (prueba), que en la segunda mitad de 1940 fue sometido a pruebas en Alemania en Kummersdorf . No hubo orden de producción ya que las especificaciones del V-8-H eran similares a las del Panzer III que ya estaba en producción .
Después de la ocupación, la empresa intentó abrirse paso en el mercado internacional con un tanque. Rumania es el primer país informado, tal como lo solicitaron los antiguos prototipos checoslovacos del T-21 , V-8-H y R-2.ª . Todos los tanques pasaron con éxito las pruebas en Rumania. Reacio a elegir un diseño de tanque, consideró primero el R-2.ª , luego el V-8-H, pero más tarde optó por un T-21 , del que se encargaron 216. La empresa intentó ofrecer el tanque a Suecia, China, la URSS e Italia. El último intento fue con Turquía, que habría utilizado el cañón Skoda A7 del LT vz 38, pero no se realizó ningún pedido.
Ambos prototipos sobrevivieron a la guerra, pero fueron desguazados poco después.